# Thibaw Min

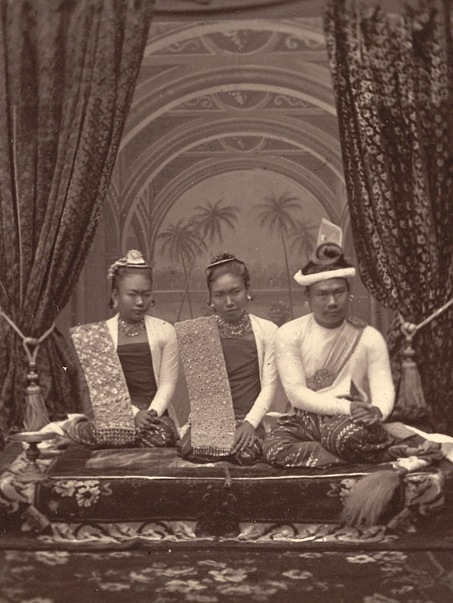
König Thibaw, neben Königin Supayalat und ihrer Schwester Prinzessin Supayaji

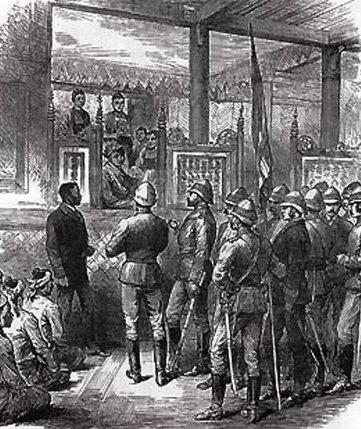
Die Briten unter General Prendergast konfrontieren den König im dritten Burmesischen Krieg (1885)

Thibaw Min (Birmanisch: သီပေါ‌မင်း* 1. Januar 1859 in Mandalay, Birma; † 19. Dezember 1916 in Ratnagiri, Indien) war zwischen 1878 und 1885 der letzte König der Konbaung-Dynastie in Birma. Seine Herrschaft endete mit der birmanischen Niederlage gegen das britische Eroberungsheer 1885.

## Biografie
Thibaw Min war ein Sohn des birmanischen Königs Mindon Min (reg. 1853 bis 1878). Seine Ausbildung genoss er großteils in einem buddhistischen Kloster. Sein Vater machte ihn zum Prinzen von Thibaw, einem der Staaten im Norden von Birma.
Thibaw Min kam mit Hilfe einer mächtigen Witwe seines Vaters auf den Thron und regierte das Land seit seiner Krönung am 1. Oktober 1878 bis zu seiner Absetzung am 29. November 1885. Die Entscheidungen des als weltabgewandt beschriebenen Königs wurden vielfach beeinflusst durch seine machtbewusste Frau und Halbschwester, Königin Supayalat (* 1859; † 1925). Bei seiner Thronbesteigung dauerte die britische Besetzung des unteren Birma bereits drei Jahrzehnte, und es war kein Geheimnis, dass Thibaw Min das Territorium von den Briten befreien wollte. Die Beziehungen verschlechterten sich, als der König zu Beginn der 1880er Jahre Anstalten machte, das Land Frankreich anzunähern. 1885 schließlich kam es zu einer Krise, die als „Große Schuhfrage“ (Great Shoe Question) bekannt geworden ist: der Palast verfügte, dass nicht nur birmanische Untertanen vor Betreten der Räume die Schuhe auszuziehen hätten, sondern dass dies auch von den Europäern erwartet werde. Die britischen Beamten weigerten sich und wurden folgerichtig aus der Hauptstadt im Norden verbannt. Letztendlich erließ Thibaw Min eine Proklamation, die allen Birmanen die Befreiung des Südens von den Briten zur Pflicht machte.
Dies war der willkommene Anlass für die britische Kolonialverwaltung, den König als Tyrannen und Vertragsbrecher hinzustellen, und die endgültige Okkupation von Birma zu vollenden. General Prendergast erhielt den Befehl, das obere Birma mit 11.000 Mann, leichten Booten und Elefanten zu erobern. Sie erreichten die Hauptstadt bei wenig Gegenwehr und zwangen den König zur Abdankung. Er wurde gemeinsam mit seiner Frau Supayalat und einigen Mitgliedern des königlichen Hofs ins Exil, zunächst nach Ceylon und schließlich nach Ratnagiri (bei Bombay), Indien, geschickt, wo er 1916 verstarb.
Der indische Autor Amitav Ghosh beschreibt in seinem Roman Der Glaspalast die Umstände der Absetzung Thibaws und seiner Zeit im indischen Exil.

## Familie
Thibaw Min hatte acht Kinder, von denen sechs in Birma und zwei in Indien geboren wurden. Seine ersten vier Kinder starben in jungen Jahren im Palast an den Blattern. Das älteste überlebende Kind war Prinzessin (Myat Phaya) Gyi (* 1882; † 1947), gefolgt von deren jüngerer Schwester Prinzessin (Myat Phaya) Lat (* 1884; † 1956).